# Castor e Pólux

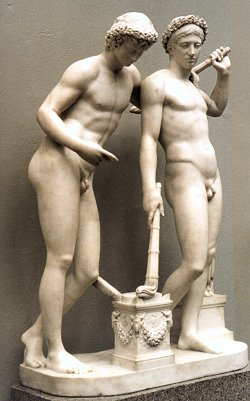
Antiga estátua grega em mármore dos Dióscuros.

"Rapto das Filhas de Leucipo", de Rubens.

Castor (em latim: Castōr; em grego:  Κάστωρ, Kastōr, lit. "castor") e Pólux (em latim: Pollūx) ou Polideuces (em grego: Πολυδεύκης, Poludeukēs, "vinho muito doce") são dois irmãos gêmeos da mitologia grega e romana, filhos de Leda com Tíndaro e Zeus, respectivamente, irmãos de Helena de Troia e Clitemnestra, e meio-irmãos de Timandra, Febe, Héracles e Filónoe. Eram conhecidos coletivamente em grego como Dióscuros (em grego: Διόσκουροι, Dioskouroi, "filhos de Zeus"; em latim: Dioscūrī) e em latim como os Gêmeos (Gemini) ou Castores. Por vezes também são referidos como Tindáridas (em grego: Τυνδαρίδαι, Tundaridai; em latim: Tyndaridae), uma referência ao pai de Castor e pai adotivo de Pólux. Em algumas versões, Pólux era mortal, mas sendo filho de Zeus, recebeu o dom da imortalidade.
No mito, os gêmeos partilham a mesma mãe, porém têm pais diferentes — o que significa que Pólux, por ser filho de Zeus, era imortal, enquanto Castor não o era. Com a morte deste, Pólux pediu a seu pai que deixasse seu irmão partilhar da mesma imortalidade, e assim teriam sido transformados na constelação de Gêmeos. Os dois são tidos como deuses do hipismo, dos boxeadores, da juventude, da hospitalidade, da generosidade, dos viajantes, do comércio marítimo e padroeiros dos navegantes, para quem aparecem na forma do fogo de Santelmo.
Pólux/Pollux é a estrela mais brilhante da constelação de Gemini e a 17.ª mais brilhante de todo o céu. Alfa Germinorum, conhecida como Castor, é a segunda estrela mais brilhante da constelação de Gemini.
Também citada na bíblia 
«E três meses depois partimos num navio de Alexandria que invernara na ilha, o qual tinha por insígnia Castor e Pólux.» (Atos dos Apóstolos 28:11)

## Mito
Por ser filho de um deus, Pólux foi agraciado com o dom da imortalidade. Por serem inseparáveis, quando Castor morreu, Pólux recusou a imortalidade enquanto permanecesse separado de seu irmão. Como Zeus, seu pai, não podia convencer Hades, o deus dos mortos a trazer Castor de volta à vida, ficou decidido que os dois irmãos passariam metade do ano nos infernos, e outra metade no Olimpo.
Existe outra versão na qual Zeus transforma Castor e Pólux na constelação de Gêmeos.
Tudo começou com Leda, que havia recentemente desposado Tíndaro, herdeiro do reino de Esparta. Zeus, fascinado com a beleza da jovem, deseja unir-se a ela, mesmo sabendo que não seria aceito, sendo ela recém-casada. Assim, Zeus assume a forma de um belo cisne e se aproxima de Leda quando ela se banhava num rio. A jovem põe o animal no colo e o acaricia. Meses depois, Leda cai contraída de dor e percebe que do seu ventre haviam saído dois ovos: do primeiro, nascem Castor e Helena, do segundo, Pólux e Clitemnestra. Em cada ovo um filho de Zeus, Helena e Pólux, imortais, enquanto seus irmãos, filhos de Tíndaro, mortais como qualquer ser humano.
Apesar de serem filhos de pais diferentes, Castor e Pólux ficaram conhecidos como os Dióscuros (filhos de Zeus) e cresceram juntos, pende entre si a mais bela amizade. Levados por Hermes à cidade de Pelene, no Peloponeso, os irmãos logo mostraram-se fortes e corajosos. Castor especializou-se em domesticar cavalos e Pólux tournou-se um excelente lutador.
A região do Peloponeso onde moravam era assolada por piratas que incessantemente pilhavam as ilhas e amedrontavam o povo com sua violência desmedida. Castor e Pólux decidem então livrar a península da ameaça e derrotam o inimigo sozinhos e desarmados, feito que os tornou conhecidos em toda a Grécia como grandes heróis.
Mal haviam retornado da guerra contra os piratas, Castor e Pólux são chamados às terras do Calidão, onde seus pais se conheceram, para matar um enorme e terrível javali, enviado por Afrodite como vingança contra o povo da região, que não lhe havia prestado as devidas homenagens. Quando se revêem vitoriosos, os irmãos são novamente convocados para mais uma missão: conquistar o Velocino de Ouro na viagem com Jasão e os Argonautas que deveriam derrotar o terrível Cíclope.

## Rapto de Hilária e Febe
A grande batalha que determinaria os seus destinos aconteceu contra dois outros irmãos gêmeos: Idas e Linceu, herdeiros do reino da Messênia e noivos de Hilária e Febe. Os Dióscuros se apaixonaram perdidamente pelas duas jovens e tentam raptá-las, enfrentando assim a fúria dos messênios. No combate entre as duas duplas, Idas desfere um golpe de lança fatal em Castor, que morre.
Atormentado pela perda do irmão, Pólux suplica a Zeus que devolva a Castor a sua vida. Comovido com tamanha fraternidade, o senhor dos Deuses propõe a única solução para salvar o jovem: Pólux deve dividir a sua imortalidade com o irmão, alternando com ele um dia de vida e outro de morte. Pólux concorda sem hesitações e a partir deste instante os irmãos passaram a viver e morrer alternadamente. Para celebrar tamanha prova de amor fraterno, Zeus catasterizou os Dióscuros na constelação de Gêmeos, onde não poderiam ser separados nem pela morte.